# Readyyy!
『Readyyy!』（レディ）は、セガゲームスによる女性向けプロジェクト、並びにスマートフォン向けゲームアプリ。ゲームアプリは2019年2月1日にサービスが開始。基本プレイは無料（アイテム課金制）。
キャッチコピーは「今しかないこの一瞬、僕はアイドルになる」。
ゲームアプリは2019年6月28日午前11:00（JST）をもってサービスを終了したが、その後も楽曲制作やライブイベントの開催、ライブ配信ストリーミングサービスでの生配信などが行われている。
2020年8月1日〜2023年3月31日まで月額会員制・ファンクラブ型のサービス「Dear Production『Room 19』」があった。

## 概要
セガの新規IPによる女性向けアイドル育成ゲーム、並びにプロジェクトである。作品のテーマは「成長に関わる楽しさと切なさ」。
2017年12月9日にSEGA・新プロジェクトとしてティザーサイトがオープンし、公式Twitterの開設、制作スタッフ陣、音楽クリエイター陣、協力声優事務所、制作発表会の開催決定が発表される。
2018年2月14日にニコファーレ（東京都港区）にて開催された「SEGA 女性向け新プロジェクト制作発表イベント」において「『Readyyy!』プロジェクト」が発表され、キャラクタービジュアルとキャラクターボイスを担当する18人の声優が発表される。出演する声優は青二プロダクション、アーツビジョン、アトミックモンキー、81プロデュース、賢プロダクションの協力のもとオーディションが実施され、250人の中より選定された。
2018年8月26日にアプリの事前登録が開始され、2019年1月22日に配信開始日が同年2月1日と定められた。
2019年2月1日よりアプリの配信およびサービスを開始した。
2019年4月26日に同年6月28日をもってアプリのサービスを終了することが発表され、2019年6月28日11:00（JST）にサービスが終了した。

2020年8月1日〜2023年3月31日まで月額会員制・ファンクラブ型サービス・pixivFANBOXにて「Dear Production『Room 19』」があった。

2023年2月3日〜3月31日。クラウド・ファンディング目標600万円のところ12,437,970円で達成。FANBOX「Room 19」にて限定公開されてきた、アイドルたちのスペシャルコンテンツをアーカイブ化した『メモリアルグッズ』の制作と、新ストーリー「Readyyy! 第1部完結編」を彩る、アイドル18人歌唱の新曲CD『Are you Readyyy？』を返礼品にする。

### ストーリー
主人公は、新たにアイドル業界参入を決めた芸能事務所
『ディア・プロダクション』
の新人プロデューサー。
新人にも関わらず、
5つのユニット合計18人のアイドル
を担当することになった主人公の使命は
過大な期待に戸惑いつつも、使命感に燃える主人公。 
しかし、思春期真っただ中の男子
18人のプロデュースは一筋縄でいくはずもなく…
ユニット間の抗争、仲間割れ、
挫折、努力、涙の先で
一番最初にデビューするのは
どのユニットなのか？
そして、主人公は彼らとの信頼関係を築き
全員を無事にデビューさせることができるのか！？
つまずきながらも
必死に今を輝こうとする彼らに寄り添い、
栄光のゴールドステージを目指す

### ゲームシステム
ジャンルはアイドル育成ゲーム。
メインメニューのプロフィールでゲーム内で公開されるプレイヤー名、ストーリーで使用される主人公の姓と名、ニックネームを設定できる。
ゲーム内の主人公（プレイヤー）に性別の設定は無い。

#### 育成
ストーリーを通してアイドルを育成することができるパート。
チャプターごとに必要とされるAPを消費することでチャプターを開始することができる。チャプターは予定マスで構成されており、以下の種類がある。
- 日常：ストーリーを見ることができるマス。プライベートに纏わる物語がフルボイスで展開される。Live2Dで制作されており、アイドルたちは場面ごとに色々な表情を見せる。時には選択肢が発生する[14]。能力値やコンディションのアップ、アイテムなどの獲得ができる。

- メンバープロデュース：プレイ中のチャプターでプロデュースするアイドルに、メモリーズフォトをセットするマス。メモリーズフォトをセットすることで、レッスンの効果がアップする。

- レッスン：選択したアイドルの歌唱力や身体能力、アピール力などの能力値を上昇させることができるマス。レッスンの種類は15種類。上昇する能力値はレッスンの種類によって異なる。1人だけではなく、アイドル同士でペアレッスンもでき、それぞれの成長具合にも違いがある。

- アイドル活動：チャプターをプレイしているアイドルが、アイドル活動をおこなうマス。アイドル活動の結果がBランク以上の場合、アイドル活動以後のストーリーを読むことができ、Cランク以下の場合は、その場でチャプターが終了する。

#### ストーリーアルバム
ゲーム内のすべてのストーリーを読むことができる。メインストーリー、ユニットストーリー、フォトストーリー、イベントストーリーの4種類がある。
- メインストーリー：育成チャプターで一度閲覧したストーリーが格納される。

- ユニットストーリー：ユニットのストーリーが格納される。実績などで入手できる。

- フォトストーリー：フォトストーリーが格納される。レアリティが★3以上のメモリーズフォトが一定のストーリーポイントを獲得することで開放される。ストーリーポイントは、育成チャプターにおいてアイドルにメモリーズフォトをセットしてプレイすることで獲得できる。

- イベントストーリー：イベントストーリーが格納される。イベントストーリーは、イベントポイントの累積によって読むことができるようになる。イベント開催中はストーリーアルバムには格納されず、次イベント開催後からストーリーアルバムで読むことができる。イベント開催中に開放できなかったストーリーは、ダイヤを消費することで開放することができる。

## スタッフ
- プロデューサー : 入江秀毅[1]
- ディレクター : 高田暁子[1]
- キャラクター原案 : えびら
- キャラクターデザイン : 森光恵
- キャラクター制作 : Production I.G
- 美術監督 : 岩熊茜（でほぎゃらりー）
- 背景 : でほぎゃらりー
- MV制作 : ダンデライオンアニメーションスタジオ
- メインシナリオ : ホリタナツミ
- 脚本 : 水野隆志[1]
- 音響監督 : 野崎圭一[1]
- サウンドディレクター、ボーカルディレクター : 知野芳彦[1]

協力声優事務所
- 青二プロダクション
- アーツビジョン
- アトミックモンキー
- 81プロデュース
- 賢プロダクション

楽曲制作
- 吟（BUSTED ROSE）（主題歌、楽曲、BGM提供）
- CHOKKAKU（編曲）
- 中西圭三（楽曲提供）
- 黒うさP（楽曲提供）
- ONIGAWARA（楽曲提供）
- SHIROSE from WHITE JAM（楽曲提供）
- Macaroni&Cheese（ex-BACK-ON）（楽曲提供） 他

## 登場人物
主人公（プレーヤー）
新たにアイドル業界参入を決めた芸能事務所「ディア・プロダクション」の新人プロデューサー。新人アイドルたちのプロデュースと新人アイドルたちが暮らす湘南のシェアハウス「Shirasu House」の寮長を兼任する。
主人公（プレーヤー）の使命は新人アイドルたちをサポート、プロデュースし、5ユニット全員を無事にデビューさせ、アイドルランキングの頂点である「ゴールドステージ」を制すること。

### SP!CA（スピカ）
キャッチコピー - 暁にきらめく5つの真珠星
リーダーの光希を中心とした清純派アイドルユニット。爽やかな清潔感が魅力。現在のSP!CAは第4期で、5ユニットの内で一番歴史が長い。
久瀬 光希（くぜ みつき）
声 - 住谷哲栄
身長 - 174.5cm / 体重 - 57.5kg / 誕生日 - 4月9日 / 星座 - 牡牛座 / 血液型 - A型 / 出身地 - 東京都
所属高校 - 神奈川県立浜見ヶ丘高等学校 2年生
趣味 - 鉄板料理食べ歩き、料理、買い物（ウインドウショッピング）
好きなもの - 祭り、メンバーが一致団結する瞬間
嫌いなもの - 他人を意識しない態度や他人を傷つける行為（嫌悪している）、機能的すぎて人間味が薄く感じる場所
得意教科 - 現代文 / 苦手教科 - 物理
五十嵐比呂とは小学生の時からの付き合いで、同じ小学校と中学校に通っていた。五十嵐と仲良くなったきっかけは小学校の運動会で一緒に応援団になったこと。
実家がお好み焼き屋。
アイドルを目指したきっかけは、小さい頃からやっていたモデルの撮影現場で一緒になったアイドルユニットをライブで観たこと。
錦戸 佐門（にしきど さもん）
声 - 長谷徳人
身長 - 178cm / 体重 - 59.5kg / 誕生日 - 9月7日 / 星座 - 乙女座 / 血液型 - A型 / 出身地 - 宮城県
所属高校 - 私立鎌倉栄稜学園 3年生
趣味 - 読書（ビジネス書）、心理学勉強、裁判傍聴
好きなもの - 戦略性の高いボードゲーム、冬の朝
嫌いなもの - 全てにおいて受動的な人間、節足動物
得意教科 - 政治経済 / 苦手教科 - 特に無し
寮暮らしをしているディア・プロダクションのメンバーの中で一番新しく入寮し、私立鎌倉栄稜学園へ転校した。
宗像十夜とは同じ高校のクラスメート。
アイドルを目指したきっかけは、若い頃に女優をしていた母親から芸能活動を勧められたこと。
SP!CAには最後に加わった。
五十嵐 比呂（いがらし ひろ）
声 - 小宮逸人
身長 - 175.8cm / 体重 - 58.5kg / 誕生日 - 7月27日 / 星座 - 獅子座 / 血液型 - O型 / 出身地 - 東京都
所属高校 - 私立海北工業大附属高等学校 2年生
趣味 - スノーボード、釣り、携帯ゲーム
好きなもの - 光希と光希の好きそうなもの、宿題のない週末、少年マンガ
嫌いなもの - 勉強、小難しい話（朝の校長講話）、分厚い本
得意教科 - 体育 / 苦手教科 - 地理、歴史など覚えることが多い教科
久瀬光希とは小学生の時からの付き合いで、同じ小学校と中学校に通っていた。久瀬と仲良くなったきっかけは小学校の運動会で一緒に応援団になったこと。
アイドルを目指したきっかけは、頑張っている久瀬光希を見て一緒に頑張りたくなったため。
久瀬光希の「ファン1号」を名乗っている。
紺野 梓（こんの あずさ）
声 - 遠藤淳
身長 - 179cm / 体重 - 62kg / 誕生日 - 10月10日 / 星座 - 天秤座 / 血液型 - AB型 / 出身地 - 石川県
所属高校 - 神奈川県立浜見ヶ丘高等学校 3年生
趣味 - 盆栽、囲碁、寺巡り、温泉
好きなもの - 簡素な中に存在する美、心の中で一句詠むこと、四季折々の和菓子
嫌いなもの - 不必要に豪著なもの、クラブなどの喧しい空間、「ヤバイ」で成り立つ会話
得意教科 - 古文、漢文 / 苦手教科 - 情報
アイドルを目指したきっかけは、知り合いの勧めでファッション誌のオーディションに応募しグランプリを獲得、いくつかの事務所から声を掛けられディア・プロダクションを選んだため。
現在のSP!CAは第4期で、すべての期に参加しリーダー兼センターを務めていたが、デビューすることなく解散した。
胡桃沢 タクミ（くるみざわ たくみ）
声 - 観世智顕
身長 - 169cm / 体重 - 57kg / 誕生日 - 2月28日 / 星座 - 魚座 / 血液型 - B型 / 出身地 - 広島県
所属高校 - 私立鎌倉栄稜学園 2年生
趣味 - 妄想、昼寝、ふわふわクッション探し
好きなもの - ボーっとすること、頑張らなくていい瞬間、ふわふわクッション×ふわふわのブランケット
嫌いなもの - 急かされること、不眠、正座、ヒステリー
得意教科 - 数学 / 苦手教科 - 現代文
アイドルを目指したきっかけは、芸能事務所にいた知り合いに勧められたこと。

### 摩天ロケット（マテンロケット）
キャッチコピー - 無限に突き抜ける音速ロケット
高校1年生4人で構成された個性派ユニット。全員が過剰にポジティブで非常に仲が良い。元気だけならナンバーワン。
藤原 蒼志（ふじわら そうし）
声 - 澤田龍一
身長 - 175.3cm / 体重 - 58kg / 誕生日 - 12月10日 / 星座 - 射手座 / 血液型 - O型 / 出身地 - 兵庫県
所属高校 - 私立鎌倉栄稜学園 1年生
趣味 - アフタヌーンティー、園芸、星占い、プラネタリウム巡り
好きなもの - 摩天ロケットのメンバー、家族との団欒、家族同様のペット（馬と大型犬）
嫌いなもの - 友人が侮辱されること、暑い日差し、子供や動物がかわいそうな目に遭う物語
得意教科 - 世界史 / 苦手教科 - 特に無し
アイドルを目指したきっかけは、アイドルという職業に少し興味があり、試しにオーディションを受けて合格したため。
伊勢谷 全（いせや ぜん）
声 - 大町知広
身長 - 174.2cm / 体重 - 59kg / 誕生日 - 8月2日 / 星座 - 獅子座 / 血液型 - B型 / 出身地 - 大阪府
所属高校 - 私立海北工業大附属高等学校 1年生
趣味 - サッカー、手芸、カラオケ
好きなもの - ファンシーな雑貨を眺めること、お菓子作り
嫌いなもの - 自分より目立つヤツ、歌のレッスン
得意教科 - 体育 / 苦手教科 - 特に無いが、現代文はあんまり好きではない
アイドルを目指したきっかけは、サッカーの道に進んでも良かったが、先にオーディションに受かったため。
真田 淳之介（さなだ じゅんのすけ）
声 - 服部想之介
身長 - 172cm / 体重 - 60.5kg / 誕生日 - 11月15日 / 星座 - 蠍座 / 血液型 - A型 / 出身地 - 神奈川県
所属高校 - 神奈川県立浜見ヶ丘高等学校 1年生
趣味 - お笑い研究、Q&Aサイトで回答、自転車
好きなもの - 誰かが面白がってくれること、明るいチェック柄、全員が同じ方向を向いて頑張っている時
嫌いなもの - 冷めた雰囲気、何かする時に消極的な意見しか言わない人（ノリが悪いのが苦手）
得意教科 - 英語 / 苦手教科 - 理系科目
アイドルを目指したきっかけは、子どもの頃から芸能界に興味があったため。
高千穂 亜樹（たかちほ あき）
声 - 梅田修一朗
身長 - 168cm / 体重 - 55kg / 誕生日 - 6月24日 / 星座 - 蟹座 / 血液型 - B型 / 出身地 - 愛知県
所属高校 - 私立海北工業大附属高等学校 1年生
趣味 - アニメ鑑賞、動画配信（生放送）、フィギュア収集、心霊スポット巡り
好きなもの - オフ会、サブカルチャー、煽りレス、アイドル
嫌いなもの - 趣味を否定する人、頭が固い前時代的な人、スルースキルが低い人
得意教科 - 美術 / 苦手教科 - 理系科目、特に物理
アイドルを目指したきっかけは、スカウトされたこと。

### Just 4U（ジャストフォーユー）
キャッチコピー - 心に捧げる陽だまりのカルテット
年長&年少の混合構成。リーダーの達真が牽引する、4人兄弟のようなユニット。ファンの心に寄り添うことをモットーとしている。
明石 達真（あかし たつま）
声 - 黒木陽人
身長 - 179cm / 体重 - 67kg / 誕生日 - 5月28日 / 星座 - 双子座 / 血液型 - A型 / 出身地 - 新潟県
所属高校 - 私立海北工業大附属高等学校 3年生
趣味 - 胃腸をいたわること、ダンス、DIY
好きなもの - 優しい言葉、運動後の水分補給、胃に優しくてボリューム感がある食事
嫌いなもの - 胃に優しくない食事、梅雨（外で運動ができないから）
得意教科 - 体育 / 苦手教科 - 文系科目、特に古文、漢文
アイドルを目指したきっかけは、中学生の時にスカウトされたこと。
柳川彗とは事務所で最初に出会い、初対面の勢いでユニットに誘った。
柳川 彗（やながわ すい）
声 - 古田一晟
身長 - 174.3cm / 体重 - 59kg / 誕生日 - 8月29日 / 星座 - 乙女座 / 血液型 - AB型 / 出身地 - 沖縄県
所属高校 - 私立鎌倉栄稜学園 3年生
趣味 - 創作活動、食玩集め、油彩、水彩、100均の塗り絵
好きなもの - 猫、人間の感情、雨が降る前の空気、古書店の匂い
嫌いなもの - 整理整頓、芸術性が感じられない理論だけの効率主義
得意教科 - 美術
ユニット外では宗像十夜に興味があり、宗像十夜の部屋に忍び込んで勝手にベッドで寝たりしている。
アイドルを目指したきっかけは、両親から芸能活動を勧められたこと。
綾崎 小麦（あやさき こむぎ）
声 - 安田駿
身長 - 165cm / 体重 - 54kg / 誕生日 - 3月21日 / 星座 - 牡羊座 / 血液型 - O型 / 出身地 - 北海道
所属高校 - 神奈川県立浜見ヶ丘高等学校 1年生
趣味 - 家庭菜園（シェアハウスの庭で野菜作り）、東京散歩、アカペラで歌うこと、アウトドアキャンプ
好きなもの - 自然がいっぱいの場所、物をくれる人、おばあちゃんの家にいる雑種犬、きれいな小川、高層ビル（都会っぽくてかっこいい）
嫌いなもの - 年上の人を敬わない人、おばけ
得意教科 - 生物 / 苦手教科 - 数学
アイドルを目指したきっかけは、ずっとアイドルに憧れ、オーディションに受かったこと。
アイドルへの憧れが強く、上條雅楽を尊敬している。
折笠 凛久（おりかさ りく）
声 - 美藤大樹
身長 - 163cm / 体重 - 46kg / 誕生日 - 1月30日 / 星座 - 水瓶座 / 血液型 - A型 / 出身地 - 茨城県
所属高校 - 私立海北工業大附属高等学校 1年生
趣味 - 漫画の批評ブログ執筆、都内でショッピング、討論掲示板への書き込み、洋服のリメイク
好きなもの - 漫画（電子書籍）、洋服やアクセサリー
嫌いなもの - 何かを強要されること、上から目線で接してくる相手、ヘンに馴れ馴れしい人
得意教科 - 物理 / 苦手教科 - 嫌いな教科は体育
アイドルを目指したきっかけは、中学生の時に街でスカウトされたこと。

### RayGlanZ（レイグランツ）
キャッチコピー - すべてを掻き消す漆黒の光
他の追随を許さない、アイドルというよりもそれぞれがパフォーマーとして独立したユニット。圧倒的な表現力を持つ。
宗像 十夜（むなかた とうや）
声 - 近衛秀馬
身長 - 187cm / 体重 - 74kg / 誕生日 - 11月7日 / 星座 - 蠍座 / 血液型 - A型 / 出身地 - 福岡県
所属高校 - 私立鎌倉栄稜学園 3年生
趣味 - 乗馬、茶道（裏千家）、株の売買、オーディオ機器集め
好きなもの - 他者を屈服させること
嫌いなもの - 父、兄、一貫性のない感情論、デモデモダッテ（言い訳ばかりする人間）
得意教科 - 全部 / 苦手教科 - 特に無し
錦戸佐門とは同じ高校のクラスメート。
アイドルを目指したきっかけは、スカウトされたこと。スカウトされた時は断ったが、それから芸能界に興味を持つようになった。
碓井 千紘（うすい ちひろ）
声 - 小野将夢
身長 - 176cm / 体重 - 56kg / 誕生日 - 1月20日 / 星座 - 山羊座 / 血液型 - O型 / 出身地 - 静岡県
所属高校 - 私立海北工業大附属高等学校 機械科 2年生
趣味 - 革小物集め、筋トレ、ゲーム
好きなもの - 公演の野良たちに餌をあげること
嫌いなもの - 権力による有無を言わない押さえつけ、自分の意志で身体が動かせないこと
得意教科 - 技術、家庭 / 苦手教科 - 全部
高校ではテニス部に所属している。
宗像十夜と出会ったオーディションで「宗像」の漢字が読めず、宗像十夜のことを「そこのゴリラ！」と呼び反応したため、それ以降「マウントゴリラ」や「傲慢ゴリラ」と呼んでいる。
アイドルを目指したきっかけは、伸し上がれそうと思ったため。
香坂 安吾（こうさか あんご）
声 - 三浦勝之
身長 - 178.5cm / 体重 - 61.5kg / 誕生日 - 7月7日 / 星座 - 蟹座 / 血液型 - B型 / 出身地 - 東京都
所属高校 - 私立鎌倉栄稜学園 2年生
趣味 - 読書（歴史・ミステリー）、家事全般、アコギ演奏
好きなもの - 効率がいいこと、寝る前の静かな時間、朝一番の弓道場
嫌いなもの - うるさいもの、自分から見て愚かに思えること
得意教科 - 日本史 / 苦手教科 - 特に無し
体の強くない碓井千紘を気遣って、寮で栄養満点の料理を作ることがあり、碓井千紘の顔色をチェックして健康状態を確認している。
アイドルを目指したきっかけは、元々は役者志望だったが、自分に出来そうなことを探した結果、オーディションに来ていた宗像十夜と碓井千紘を見て3人での成功を確信し、この道なら自分の目的を最短で達成できると思ったため。

### La-Veritta（ラヴェリッタ）
キャッチコピー - 嘘が奏でる真実の歌
それぞれ歌唱力、作詞に天賦の才を持つユニット。アーティスト志向。美しい歌声と、それを最大限に活かす詩で魅せる。
上條 雅楽（かみじょう うた）
声 - 榊原優希
身長 - 170cm / 体重 - 53.5kg / 誕生日 - 12月21日 / 星座 - 射手座 / 血液型 - AB型 / 出身地 - 福島県
所属高校 - 神奈川県立浜見ヶ丘高等学校 3年生
趣味 - アクアリウム、弾き語り、作曲、長風呂
好きなもの - 一人だけの空間、自分を邪魔するものが何もない時、音楽、オーケストラ
嫌いなもの - 才能を感じない人間、裏切り、小説・演劇（人の心の機敏を描いたもの）、現代国語
得意教科 - 音楽
アイドルを目指したきっかけは、多くの人間に自分の歌声を聴かせることができる職業として選んだこと。
かつて別のパートナーがいたが、ユニットを組む前に決別している。
清水 弦心（しみず げんしん）
声 - 田中文哉
身長 - 180cm / 体重 - 69kg / 誕生日 - 5月13日 / 星座 - 牡牛座 / 血液型 - O型 / 出身地 - 香川県
所属高校 - 神奈川県立浜見ヶ丘高等学校 2年生
趣味 - お取り寄せスイーツ、作詞、うなぎの飼育、観劇
好きなもの - 人の話を聞くこと、雅楽の歌、小説・演劇・舞台・映画、ファンタジーやSF
嫌いなもの - 女子の黄色い声、雅楽の悲しそうな顔
得意教科 - 生物 / 苦手科目 - 政治経済
アイドルを目指したきっかけは、上條雅楽の歌が好きで、もっと多くの人に聴いてもらう手助けができたらと思ったから。

### その他
長谷井 秋霜（はせい しゅうそう）
声 - 中井和哉
プロデューサー兼寮長である主人公（プレーヤー）をサポートする人物。
愛江田 薫（あいえだ かおる）
芸能事務所「ディア・プロダクション」の社長。

## 用語
ディア・プロダクション
主人公（プレーヤー）が勤務する芸能事務所。元トップアイドルの愛江田薫が社長を務める。
最寄り駅は神宮前駅。
Shirasu House
ディア・プロダクション所属のアイドルたちとプロデューサーが生活する寮。レッスンルーム、収録機材が一通り揃ったスタジオ、最新マシンが揃ったトレーニングルーム、露天風呂がある。本館と別館がある。
最寄り駅は鎌倉駅。
神奈川県立浜見ヶ丘高等学校
自由と調和を重んじる学校。全校をあげて盛り上がる文化祭や体育祭は近隣でも名物になっている。
最寄り駅は七里ヶ浜駅。
久瀬、紺野、真田、綾崎、上條、清水が在校。
私立鎌倉栄稜学園
伝統と格式を重んじる中高一貫のエリート男子校。近隣の女子校生にとって文化祭の入場チケットはプラチナチケット。
最寄り駅は極楽寺駅。
錦戸、胡桃沢、藤原、柳川、宗像、香坂が在校。
私立海北工業大附属高等学校
スポーツ科、機械科、普通科から成る学校。運動部にはプロ入りを期待される反面勉強が苦手な生徒が多い。
最寄り駅は海北駅。
五十嵐、伊勢谷、高千穂、明石、折笠、碓井が在校。

## 楽曲
Readyyy! Project
『Readyyy!』プロジェクトにおいて初となるCD。
2018年4月14日、15日にベルサール秋葉原にて行われた「セガフェス2018」などのイベント会場で発売され、2019年8月17日にアニメイトで販売された。
2018年5月1日よりiTunes Store、レコチョク、LINE MUSICなどの音楽配信ストアで順次配信された。
収録曲
1. Special Nu World [3:59] - SP!CA
作詞・作曲：山下和彰、編曲：CHOKKAKU
2. キミが見た空は [4:13] - 摩天ロケット
作詞・作曲：Macaroni&Cheese、編曲：高田翼
3. 大胆不敵に恋したい [3:39] - Just 4U
作詞：竹内サティフォ、作曲：ONIGAWARA、編曲：CHOKKAKU
4. GO NOW! [3:30] - RayGlanZ
作詞：SHIROSE from WHITE JAM、作曲・編曲：SHIROSE from WHITE JAM、KEY-K
5. BEAT IN LOVE [3:56] - La-Veritta
作詞：松室麻衣、作曲：中西圭三、編曲：CHOKKAKU、宇佐美宏
6. Special Nu World（instrumental） [3:59] - SP!CA
7. キミが見た空は（instrumental）  [4:13] - 摩天ロケット
8. 大胆不敵に恋したい（instrumental）  [3:39] - Just 4U
9. GO NOW!（instrumental） [3:30] - RayGlanZ
10. BEAT IN LOVE（instrumental） [3:55] - La-Veritta

Readyyy! Project 第2弾
『Readyyy!』プロジェクトにおいて2枚目となるCD。
2018年6月3日によみうりホールにて行われたイベント「『Readyyy!』ゴー☆ルドステージ Vol.3 ～僕ら、雨ニモマケズおもてなしします!～」などのイベント会場で発売され、2019年8月17日にアニメイトで販売された。
2018年6月3日よりiTunes Store、レコチョク、LINE MUSICなどの音楽配信ストアで順次配信された。
収録曲
1. SP!CA ～Blue Light Stars～ [4:17] - SP!CA
作詞・作曲・編曲：Heart’s Cry
2. スタートライン [4:32] - 摩天ロケット
作詞・作曲・編曲：山下和彰
3. DOKI DOKI [3:30] - Just 4U
作詞・作曲・編曲：SHIROSE from WHITE JAM、Ra-U
4. すきだ [3:52] - RayGlanZ
作詞・作曲・編曲：SHIROSE from WHITE JAM、Aqua
5. COLOR [3:53] - La-Veritta
作詞・作曲・編曲：福岡良太
6. SP!CA ～Blue Light Stars～（instrumental） [4:17] - SP!CA
7. スタートライン（instrumental）  [4:32] - 摩天ロケット
8. DOKI DOKI（instrumental）  [3:29] - Just 4U
9. すきだ（instrumental） [3:51] - RayGlanZ
10. COLOR（instrumental） [3:53] - La-Veritta

Readyyy! Project 第3弾
『Readyyy!』プロジェクトにおいて3枚目となるCD。
2018年9月22日、23日に幕張メッセにて行われた「東京ゲームショウ2018」などのイベント会場で発売され、2019年8月17日にアニメイトで販売された。
2018年9月22日よりiTunes Store、レコチョク、LINE MUSICなどの音楽配信ストアで順次配信された。
収録曲
1. MY BEST FRIENDS [4:24] - SP!CA
作詞・作曲・編曲：福岡良太
2. Pendulum [3:54] - 摩天ロケット
作詞・作曲・編曲：Macaroni&Cheese
3. Four JUMP [4:00] - Just 4U
作詞・作曲：山下和彰、編曲：高田翼
4. Shining magic [3:55] - RayGlanZ
作詞：YHANAEL、作曲・編曲：Daisuke"D.I"Imai
コーラス：Daisuke"D.I"Imai、ギター：Ketntaro Wada
5. 鳳翔 [5:26] - La-Veritta
作詞・作曲・編曲：吟（BUSTED ROSE）
ピアノ：菅谷詩織、バイオリン：あさいまり、ミキシング：浦千晃、ミキシングスタジオ：atelier ravissa
6. MY BEST FRIENDS（instrumental） [4:24] - SP!CA
7. Pendulum（instrumental）  [3:54] - 摩天ロケット
8. Four JUMP（instrumental）  [3:59] - Just 4U
9. Shining magic（instrumental） [3:55] - RayGlanZ
10. 鳳翔（instrumental） [5:24] - La-Veritta

Readyyy! Selections
2018年に発表した5ユニットの楽曲、計15曲の中から各ユニット1曲ずつと、スペシャルメドレーを追加した『Readyyy!』プロジェクトにおいて4枚目となるCD。アニメイト限定で販売された。
収録曲
1. SP!CA ～Blue Light Stars～ [4:18] - SP!CA
作詞・作曲・編曲：Heart’s Cry
2. キミが見た空は [4:11] - 摩天ロケット
作詞・作曲：Macaroni&Cheese、編曲：高田翼
3. 大胆不敵に恋したい [3:37] - Just 4U
作詞：竹内サティフォ、作曲：ONIGAWARA、編曲：CHOKKAKU
4. すきだ [3:53] - RayGlanZ
作詞・作曲・編曲：SHIROSE from WHITE JAM、Aqua
5. 鳳翔 [5:26] - La-Veritta
作詞・作曲・編曲：吟（BUSTED ROSE）
ピアノ：菅谷詩織、バイオリン：あさいまり、ミキシング：浦千晃、ミキシングスタジオ：atelier ravissa
6. Special Medley [15:41]
  1. Special Nu World - SP!CA
  2. GO NOW! - RayGlanZ
  3. BEAT IN LOVE - La-Veritta
  4. スタートライン - 摩天ロケット
  5. DOKI DOKI - Just 4U
  6. COLOR - La-Veritta
  7. MY BEST FRIENDS - SP!CA
  8. Pendulum - 摩天ロケット
  9. Four JUMP - Just 4U
  10. Shining magic - RayGlanZ
  11. たった ひとつの ありがとう

Readyyy! 第4弾CD
『Readyyy!』プロジェクトにおいて5枚目となるCD。
2019年8月17日にアニメイト限定で販売された。
収録曲
1. Running to the top [4:03] - SP!CA
作詞・作曲・編曲：Heart’s Cry
2. Special Days [3:56] - 摩天ロケット
作詞・作曲・編曲：藤野翔之
3. 特別すぎる関係 [4:01] - Just 4U
作詞・作曲：SAWA、編曲：吉村隆行
4. Bring it on [3:38] - RayGlanZ
作詞・作曲・編曲：山下和彰
5. 華の在り処 [5:05] - La-Veritta
作詞・作曲・編曲：吟（BUSTED ROSE）
ギター：浦千晃、ベース：大房隼、ピアノ：菅谷詩織、ドラムス：小林孝聡
6. nineteen! feat.SP!CA -short ver- [1:56] - SP!CA
作詞・作曲・編曲：吟（BUSTED ROSE）
ギター：浦千晃、ベース：村田悟郎、ピアノ：菅谷詩織、ドラムス：小林孝聡
7. nineteen! feat.摩天ロケット -short ver- [1:56] - 摩天ロケット
8. nineteen! feat.Just 4U -short ver- [1:56] - Just 4U
9. nineteen! feat.RayGlanZ -short ver- [1:56] - RayGlanZ
10. nineteen! feat.La-Veritta -short ver- [1:56] - La-Veritta

Readyyy! song collection The Beginning Place
『Readyyy!』プロジェクトにおいて6枚目となるCD。
2019年11月9日、10日に池袋サンシャインシティにて行われたイベント「アニメイトガールズフェスティバル2019」で発売され、2019年12月21日からアニメイトとタワーレコード 武蔵小杉店、2020年1月10日からAmazon.comにて販売され、2020年2月8日から音楽配信ストアで配信された。
収録曲
1. The Beginning Place [4:22] - ディアプロリーダーズ（久瀬光希、藤原蒼志、明石達真、宗像十夜、上條雅楽）
作詞・作曲・編曲：吟（BUSTED ROSE）
ピアノ：菅谷詩織、ギター・ミキシング：浦千晃、ベース：大房隼、ドラムス：海老原諒、ミキシングスタジオ：atelier ravissa
  - スマホゲーム『Readyyy!』主題歌
2. Special Nu World [4:00] - SP!CA
作詞・作曲：山下和彰、編曲：CHOKKAKU
3. SP!CA ～Blue Light Stars～ [4:19] - SP!CA
作詞・作曲・編曲：Heart’s Cry
4. Pendulum [3:54] - 摩天ロケット
作詞・作曲・編曲：Macaroni&Cheese
5. Special Days [3:57] - 摩天ロケット
作詞・作曲・編曲：藤野翔之
6. DOKI DOKI [3:31] - Just 4U
作詞・作曲・編曲：SHIROSE from WHITE JAM、Ra-U
7. 特別すぎる関係 [4:02] - Just 4U
作詞・作曲：SAWA、編曲：吉村隆行
8. GO NOW! [3:29] - RayGlanZ
作詞：SHIROSE from WHITE JAM、作曲・編曲：SHIROSE from WHITE JAM、KEY-K
9. すきだ [3:54] - RayGlanZ
作詞・作曲・編曲：SHIROSE from WHITE JAM、Aqua
10. BEAT IN LOVE [3:54] - La-Veritta
作詞：松室麻衣、作曲：中西圭三、編曲：CHOKKAKU、宇佐美宏
11. 鳳翔 [5:28] - La-Veritta
作詞・作曲・編曲：吟（BUSTED ROSE）
ピアノ：菅谷詩織、バイオリン：あさいまり、ミキシング：浦千晃、ミキシングスタジオ：atelier ravissa
12. ウキウキ★サマーナイト [3:57] - 上條雅楽、清水弦心（Bonus Track）
作詞・作曲・編曲：芥田貴弘

スマホゲーム『Readyyy!』主題歌
- The Beginning Place - ディアプロリーダーズ（久瀬光希、藤原蒼志、明石達真、宗像十夜、上條雅楽）

作詞・作曲・編曲：吟（BUSTED ROSE）
ピアノ：菅谷詩織、ギター・ミキシング：浦千晃、ベース：大房隼、ドラムス：海老原諒、ミキシングスタジオ：atelier ravissa
2018年8月26日によみうりホールにて行われた「『Readyyy!』ゴー☆ルドステージ Vol.5 ～僕ら、夜空の花火よりも盛大におもてなしします!～」のイベントでShort Ver.収録CDが来場特典として配布された。
18人合唱曲
- たった ひとつの ありがとう

作詞・作曲：黒うさP、編曲：久米康隆
その他
- nineteen!

作詞・作曲・編曲：吟（BUSTED ROSE）
ディア・プロダクション所属のアイドル18人がファンとの絆を歌った楽曲。ユニット別に5種のアレンジが存在する。
2019年5月11日にニッショーホールにて行われた「Readyyy! Happyyy! Partyyy!」のイベントで各ユニットのshort Ver.収録CDが全通チケット特典として配布された。
Readyyy! 第5弾CD
『Readyyy!』プロジェクトにおいて7枚目となるCD。
2021年12月22日に販売された。
収録曲
1. 恋してLADY [4:04] - SP!CA
作詞・作曲・編曲：山下和彰
2. ここにいるから [4:18] - 摩天ロケット
作詞・作曲・編曲：藤野翔之
3. STYLE [3:20] - Just 4U
作詞：竹内サティフォ、作曲・編曲：ONIGAWARA
4. There's a light [4:28] - RayGlanZ
作詞:YHANAEL、作曲・編曲：今井大介
5. 光の欠片 [3:50] - La-Veritta
作詞・作曲・編曲：ゆよゆっぺ、鳥屋茶房
6. 恋してLADY（Instrumental）
7. ここにいるから（Instrumental）
8. Style（Instrumenta）
9. There's a light（Instrumental）
10. 光の欠片（Instrumental）

18人合唱曲
収録曲
[CD]
1. RE:motion ~この一瞬を、何度でも~ [4:11]- ディアプロ All Stars
作詞・作曲・編曲：ヒゲドライバー
2. RE:motion ~この一瞬を、何度でも~（Instrumental）

[Blu-ray]
- RE:motion ~この一瞬を、何度でも~　Full size MV

『Readyyy!』プロジェクトにおいて8枚目となるCD+Blu-ray。
2021年12月22日に販売された。
Readyyy! T.O.P Idol SHOW!! EP
『Readyyy!』プロジェクトにおいて9枚目となるCD。リアリティショー「T.O.P Idol SHOW!!」から生まれた3曲を収録！
2022年6月22日に販売された。
収録曲
1. One [4:08] - Team Iris｛清水弦心（CV: 田中文哉）, 伊勢谷全（CV: 大町知広）, 藤原蒼志（CV: 澤田龍一）, 紺野梓（CV: 遠藤淳）, 明石達真（CV: 黒木陽人） , 五十嵐比呂（CV: 小宮逸人）｝
作詞：竹内サティフォ　作曲・編曲：ONIGAWARA
2. シグナル[4:30]  -  Team Shine｛柳川彗（CV: 古田一晟）, 高千穂亜樹（CV: 梅田修一朗）, 真田淳之介（CV: 服部想之介）, 綾崎小麦（CV: 安田駿）, 香坂安吾（CV: 三浦勝之） , 胡桃沢タクミ（CV: 観世智顕）｝
作詞・作曲：加藤有加利（yucat）　編曲：yasushi
3. Mr. LaseR[3:41] -  Team Flame｛上條雅楽（CV: 榊原優希）, 折笠凛久（CV: 美藤大樹）, 碓井千紘（CV: 小野将夢）, 宗像十夜（CV: 近衛秀馬）, 久瀬光希（CV: 住谷哲栄） , 錦戸佐門（CV: 長谷徳人）｝
作詞：アオワイファイ　作曲：吟（BUSTED ROSE）　編曲：maigoishi
4. One（Instrumental）
5. シグナル（Instrumental）
6. Mr. LaseR（Instrumental）

18人合唱曲
収録曲
1. Are you Readyyy ? [4:17]-ディアプロ All Stars
作詞:アオワイファイ、作曲:ヒゲドライバー、編曲:yasushi
2. Are you Readyyy ?（Instrumental）

クラウドファンディング・プロジェクトで制作が実現した、アイドル18人が歌う「Readyyy! 第1部完結編」記念の新曲。
2023年7月31日〜支援者に届き始める。

## 書籍
- 『Readyyy! Precious Guide』KADOKAWA〈電撃ムックシリーズ〉、2019年3月30日。ISBN 978-4-04-912556-6。

## WEBラジオ
公式WEBラジオ『Readyyy! Ohhh!』は2018年11月9日から2019年4月26日までインターネットラジオステーション音泉にて毎週金曜日に全25回配信された。公式YouTubeチャンネル「『Readyyy!』公式チャンネル」にてアーカイブ配信されている。音泉プレミアムサポーター（有料会員）は、「おまけコーナー」を聴取可能。メインMCは2ヶ月ごとに交代。
コーナー
- ふつおた
- Readyyy!クエスチョン
  - 番組にやってきたゲストに、リスナーから届いた質問を聞くコーナー。
- Readyyy!ポエム 空を見上げながら
  - 「シェアハウスの窓際で空を見上げながらつい口に出してしまったポエム…」という雰囲気で、リスナーから届いたテーマでポエムを作るコーナー。
- Readyyy!リクエスト
  - ラジオでかけて欲しい曲をリスナーから募集するコーナー。
- Readyyy!川柳 空を見上げながら
  - 思ったことをつい川柳にしてしまう紺野梓にちなんで、パーソナリティの2人が、リスナーから届いたお題で即興の川柳に挑戦するコーナー。

メインMC、ゲスト
| 回 | 配信日   | メインMC                                        | ゲスト                      |
| -- | -------- | ----------------------------------------------- | --------------------------- |
| 1  | 11月9日  | 三浦勝之（香坂安吾 役） 田中文哉（清水弦心 役） |                             |
| 2  | 11月16日 | 三浦勝之（香坂安吾 役） 田中文哉（清水弦心 役） | 住谷哲栄（久瀬光希 役）     |
| 3  | 11月23日 | 三浦勝之（香坂安吾 役） 田中文哉（清水弦心 役） | 大町知広（伊勢谷全 役）     |
| 4  | 11月30日 | 三浦勝之（香坂安吾 役） 田中文哉（清水弦心 役） | 古田一晟（柳川彗 役）       |
| 5  | 12月7日  | 三浦勝之（香坂安吾 役） 田中文哉（清水弦心 役） | 近衛秀馬（宗像十夜 役）     |
| 6  | 12月14日 | 三浦勝之（香坂安吾 役） 田中文哉（清水弦心 役） | 榊原優希（上條雅楽 役）     |
| 7  | 12月21日 | 三浦勝之（香坂安吾 役） 田中文哉（清水弦心 役） | 観世智顕（胡桃沢タクミ 役） |
| 8  | 12月28日 | 三浦勝之（香坂安吾 役） 田中文哉（清水弦心 役） | 服部想之介（真田淳之介 役） |

| 回 | 配信日  | メインMC                                        | ゲスト                              |
| -- | ------- | ----------------------------------------------- | ----------------------------------- |
| 9  | 1月4日  | 長谷徳人（錦戸佐門 役） 黒木陽人（明石達真 役） |                                     |
| 10 | 1月11日 | 長谷徳人（錦戸佐門 役） 黒木陽人（明石達真 役） | 安田駿（綾崎小麦 役）               |
| 11 | 1月18日 | 長谷徳人（錦戸佐門 役） 黒木陽人（明石達真 役） | 三浦勝之                            |
| 12 | 1月25日 | 長谷徳人（錦戸佐門 役） 黒木陽人（明石達真 役） | 遠藤淳（紺野梓 役）                 |
| 13 | 2月1日  | 長谷徳人（錦戸佐門 役） 黒木陽人（明石達真 役） | 澤田龍一（藤原蒼志 役）             |
| 14 | 2月8日  | 長谷徳人（錦戸佐門 役） 黒木陽人（明石達真 役） | 田中文哉                            |
| 15 | 2月15日 | 長谷徳人（錦戸佐門 役） 黒木陽人（明石達真 役） | 美藤大樹（折笠凛久 役）             |
| 16 | 2月22日 | 長谷徳人（錦戸佐門 役） 黒木陽人（明石達真 役） | 小野将夢（碓井千紘 役）             |
| 17 | 3月1日  | 遠藤淳 服部想之介                               |                                     |
| 18 | 3月8日  | 遠藤淳 服部想之介                               | 小宮逸人（五十嵐比呂 役）           |
| 19 | 3月15日 | 遠藤淳 服部想之介                               | 梅田修一朗（高千穂亜樹 役）         |
| 20 | 3月22日 | 遠藤淳 服部想之介                               | 安田駿                              |
| 21 | 3月29日 | 遠藤淳 服部想之介                               | 榊原優希                            |
| 22 | 4月5日  | 遠藤淳 服部想之介                               | 三浦勝之                            |
| 23 | 4月12日 | 遠藤淳 服部想之介                               | 長谷徳人                            |
| 24 | 4月19日 | 遠藤淳 服部想之介                               | 住谷哲栄                            |
| 25 | 4月26日 | 遠藤淳 服部想之介                               | 三浦勝之 田中文哉 長谷徳人 黒木陽人 |

『 Readyyy！のゆるすた』
錦戸佐門役の長谷徳人と上條雅楽役の榊原優希をメインMCに据えて、毎回各グループからゲストを迎えてコンテンツの収録時や練習、あーんな話からこーんな話まで？ゆるーく語っていただきます。
2019年11月26日から2022年3月29日までインターネット配信番組楽天TV「声優チャンネル」にて1〜3期配信された。以降不定期予定。

## イベント
| 開催日             | イベント名                                                                            | 会場                                    | 備考                                                   |
| ------------------ | ------------------------------------------------------------------------------------- | --------------------------------------- | ------------------------------------------------------ |
| 2018年 2月14日     | SEGA 女性向け新プロジェクト制作発表イベント                                           | 六本木ニコファーレ                      |                                                        |
| 3月14日            | 『Readyyy!』プロジェクト制作発表イベント Vol.2                                        | 六本木ニコファーレ                      |                                                        |
| 4月14日            | 『Readyyy!』ゴー☆ルドステージ Vol.0 ～僕ら、本格始動します!～                         | ベルサール秋葉原                        | 「セガフェス 2018」ステージイベント                    |
| 4月28日            | 『Readyyy!』ゴー☆ルドステージ Vol.1 ～僕ら、明日に向かって歌います!～                 | 原宿クエストホール                      |                                                        |
| 5月13日            | 『Readyyy!』ゴー☆ルドステージ Vol.2 ～僕ら、晴れやかにおもてなしします!～             | よみうりホール                          |                                                        |
| 6月3日             | 『Readyyy!』ゴー☆ルドステージ Vol.3 ～僕ら、雨ニモマケズおもてなしします!～           | よみうりホール                          |                                                        |
| 7月16日            | 『Readyyy!』ゴー☆ルドステージ Vol.4 ～僕ら、夏の太陽より熱くおもてなしします!～       | よみうりホール                          |                                                        |
| 7月21・22日        | 『Readyyy!』ゴー☆ルドステージ Vol.4.5 ～僕ら、池袋で2日間おもてなしします!～          | セガ池袋GiGO                            |                                                        |
| 8月26日            | 『Readyyy!』ゴー☆ルドステージ Vol.5 ～僕ら、夜空の花火よりも盛大におもてなしします!～ | よみうりホール                          |                                                        |
| 9月22日            | 『Readyyy!』ステージイベント                                                          | 幕張メッセ                              | 「東京ゲームショウ2018」セガゲームスブース特設ステージ |
| 2019年 2月9日      | 『Readyyy!』中のひと祭り ～1周年ファンミーティング～                                  | 秋葉原UDXシアター                       |                                                        |
| 3月30日            | カラオケパーティーの鉄人 うちわでReadyyy! GO!                                         | カラオケの鉄人 銀座店                   |                                                        |
| 5月11日            | Readyyy! Happyyy! Partyyy!                                                            | ニッショーホール                        |                                                        |
| 8月14日            | ディアプロ夏祭り～OTODAMA de ソイヤ！～                                               | OTODAMA SEA STUDIO（神奈川県 三浦海岸） |                                                        |
| 2020年 2月8日      | Readyyy! 2nd anniversary LIVE "THE NEW MOMENT"                                        | 恵比寿 The Garden Hall                  |                                                        |
| 2021年 3月13・14日 | Readyyy! 3rd anniversary Live "LINK THE MOMENT"                                       | Yokohama1000CLUB                        |                                                        |
| 2022年 2月13日     | Readyyy! 4th Anniversary Live "Twinkle of Protostars"                                 | 豊洲PIT                                 |                                                        |